# カイル・クーズマ
- カイル・クズマ
- カイール・クズマ
- カイル・クーズマ

カイル・アレクサンダー・クズマ（Kyle Alexander Kuzma  ,  1995年7月24日 - ）は、アメリカ合衆国・ミシガン州フリント出身のバスケットボール選手。NBAのミルウォーキー・バックスに所属している。ポジションはパワーフォワードまたはスモールフォワード。

## 高校・大学
ミシガン州のベントリー高校の最終学年に、平均22得点、7リバウンドを記録するなど注目されたクーズマは、大学進学の際にコネチカット大学、アイオワ州立大学、テネシー大学、ミズーリ大学などの誘いを受け、最終的にユタ大学に進学。3年生時の2016-17シーズンに平均16.2得点、9.3リバウンドの好成績を残し、Pac-12のファーストチームに選出された。

## NBAキャリア

### ロサンゼルス・レイカーズ
クズマは4年生でのプレーはせずに2017年のNBAドラフトへのアーリーエントリーを表明。1巡目全体27位でブルックリン・ネッツから指名された後、ドラフト開催日にブルック・ロペスやディアンジェロ・ラッセルらが絡んだロサンゼルス・レイカーズとの大型トレードに組み込まれ、権利がレイカーズに移動。サマーリーグでファイナルMVPに選出されるなど、片鱗を見せた。

#### 2017-18シーズン
2017年12月1日、ウェスタン・カンファレンスの10月、11月の月間最優秀新人選手賞に選出された。2017年12月20日のヒューストン・ロケッツ戦では、キャリア・ハイとなる38得点を記録し、ロケッツの連勝を14で止めた。2018年2月10日に行われたダラス・マーベリックス戦でシーズンハイとなる15リバウンドを含む12得点のダブル・ダブルを記録したが、チームは123-130で敗れた。4月4日のサンアントニオ・スパーズ戦で30得点を記録し、チームは延長戦の末に122-112で勝利した。このシーズン、クーズマは77試合に出場し、平均31.2分で16.1得点、6.3リバウンド、1.8アシストなどを記録し、NBAオールルーキーファーストチームに選出された（なお、新人王はベン・シモンズだった）。

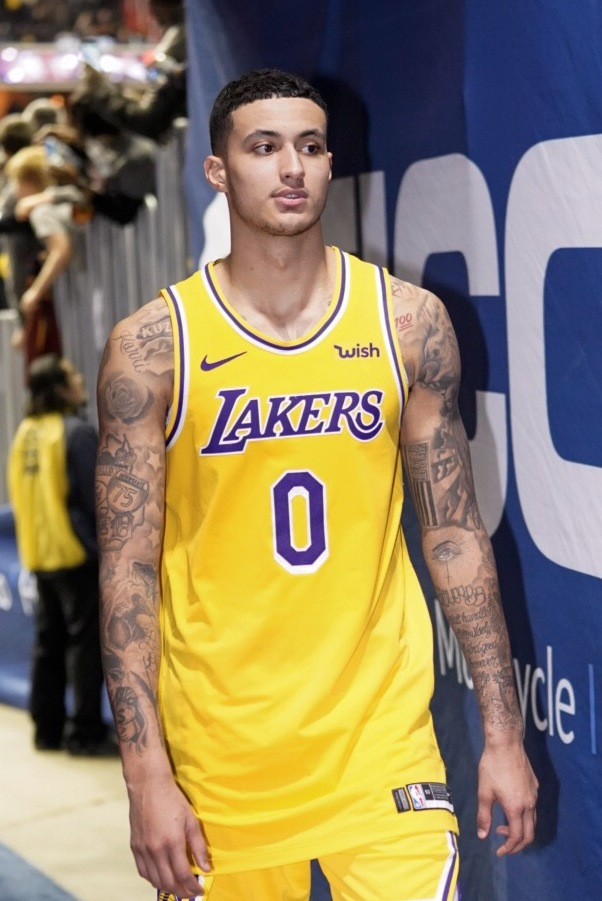
2018年のクーズマ

#### 2018-2019シーズン
2019年1月7日のデトロイト・ピストンズ戦でキャリアハイとなる41得点を記録した。このシーズンは70試合で平均33.1分に出場し、18.7得点、5.5リバウンド、2.5アシストなどを記録した。

#### 2019-2020シーズン
この年からアンソニー・デイビスが加入したことにより控えに回った。チームはプレーオフを勝ち上がり優勝し、自身初優勝となった。

#### 2020-2021シーズン
前年同様にADの控えとしてシーズンを始めたが、ADの度重なる怪我によって先発出場の機会が増えた。主力のレブロン・ジェームズやADの離脱によってチームは前年以下の成績へ落ち込んでしまう。プレーオフではシュートタッチに苦しんだ。1回戦のフェニックス・サンズ相手に2勝4敗でシリーズを落とし、連覇は叶わなかった。

### ワシントン・ウィザーズ

#### 2021-2022シーズン
2021年8月6日にラッセル・ウェストブルックが絡む5チーム間の大型トレードで、モントレズ・ハレル、ケンテイビアス・コールドウェル＝ポープと共にワシントン・ウィザーズへ移籍した。クズマはトレードが行われたことを知った際には、「興奮したんだ。ずっとトレードされたかった」と出場機会を求めていたことを率直に語った。
これまでフォワードでスタメン起用されていた八村塁が個人的な事情で離脱していたこともあり、開幕から出場した全ての試合でスターターを務めた。2022年1月9日のオーランド・マジック戦でキャリアハイとなる22リバウンドを含む27得点、1アシストを記録し、チームは102-100で辛勝した。2月10日のブルックリン・ネッツ戦では自身初のトリプル・ダブルとなる15得点、13リバウンド、10アシストを記録し、チームは113-112で辛勝した。また、今季からはフォワード起用だけではなくガードやセンターとしてオールラウンダーな活躍を見せた。エースであるブラッドリー・ビールが左手首の手術によって離脱したり、同時加入したクリスタプス・ポルジンギスが怪我のリハビリで17試合しか出場出来なかったことも影響して、チーム成績は35勝47敗のプレイオフ圏外で終わってしまう。個人ではルーキーシーズン並みのプレイタイムを獲得したことで成績を回復させることが出来た。このシーズン、クーズマは64試合の出場で、平均17.1得点、8.5リバウンド、3.5アシストなどを記録した。

#### 2022-2023シーズン
2023年1月11日のシカゴ・ブルズ戦で決勝点となる3ポイントシュートを含む21得点を記録し、チームは100-97で辛勝した。2日後のニューヨーク・ニックス戦ではシーズンハイとなる40得点を記録したが、チームは108-112で惜敗した。

#### 2023-2024シーズン
6月30日にウィザーズとの4年総額1億200万ドルの再契約に合意した。

### ミルウォーキー・バックス

#### 2024-2025シーズン
2025年2月6日にクリス・ミドルトンが絡む4チーム間のトレードで、ジェリコ・シムズ、2025年のドラフト2巡目指名権と共にミルウォーキー・バックスへ移籍した。

## 個人成績

### NBA

#### レギュラーシーズン
| シーズン | チーム | GP  | GS  | MPG  | FG%  | 3P%  | FT%  | RPG | APG | SPG | BPG | PPG  |
| -------- | ------ | --- | --- | ---- | ---- | ---- | ---- | --- | --- | --- | --- | ---- |
| 2017–18  | LAL    | 77  | 37  | 31.2 | .450 | .366 | .707 | 6.3 | 1.8 | .6  | .4  | 16.1 |
| 2018–19  | LAL    | 70  | 68  | 33.1 | .456 | .303 | .752 | 5.5 | 2.5 | .6  | .4  | 18.7 |
| 2019–20  | LAL    | 61  | 9   | 25.0 | .436 | .316 | .735 | 4.5 | 1.3 | .5  | .4  | 12.8 |
| 2020–21  | LAL    | 68  | 32  | 28.7 | .443 | .361 | .691 | 6.1 | 1.9 | .5  | .6  | 12.9 |
| 2021–22  | WAS    | 66  | 66  | 33.4 | .452 | .341 | .712 | 8.5 | 3.5 | .6  | .9  | 17.1 |
| 2022–23  | WAS    | 64  | 64  | 35.0 | .448 | .333 | .730 | 7.2 | 3.7 | .6  | .5  | 21.2 |
| 2023–24  | WAS    | 70  | 70  | 32.6 | .463 | .336 | .775 | 6.6 | 4.2 | .5  | .7  | 22.2 |
| 2024–25  | WAS    | 32  | 30  | 27.7 | .420 | .281 | .602 | 5.8 | 2.5 | .6  | .2  | 15.2 |
| 2024–25  | WAS    | 32  | 30  | 27.7 | .420 | .281 | .602 | 5.8 | 2.5 | .6  | .2  | 15.2 |
| 2024–25  | MIL    | 33  | 32  | 31.8 | .455 | .333 | .663 | 5.6 | 2.2 | .5  | .4  | 14.5 |
| 通算     | 通算   | 541 | 408 | 31.2 | .450 | .334 | .721 | 6.3 | 2.7 | .6  | .5  | 17.0 |

#### プレーオフ
| シーズン | チーム | GP | GS | MPG  | FG%  | 3P%  | FT%  | RPG | APG | SPG | BPG | PPG  |
| -------- | ------ | -- | -- | ---- | ---- | ---- | ---- | --- | --- | --- | --- | ---- |
| 2020     | LAL    | 21 | 0  | 23.0 | .430 | .313 | .784 | 3.1 | .8  | .3  | .3  | 10.0 |
| 2021     | LAL    | 6  | 0  | 21.5 | .292 | .174 | .667 | 3.8 | 1.2 | .3  | .2  | 6.3  |
| 2025     | MIL    | 5  | 4  | 20.4 | .343 | .200 | .500 | 2.2 | .8  | .0  | .2  | 5.8  |
| 通算     | 通算   | 32 | 4  | 22.3 | .393 | .276 | .731 | 3.1 | .9  | .3  | .3  | 8.6  |

### カレッジ
| シーズン | チーム | GP | GS | MPG  | FG%  | 3P%  | FT%  | RPG | APG | SPG | BPG | PPG  |
| -------- | ------ | -- | -- | ---- | ---- | ---- | ---- | --- | --- | --- | --- | ---- |
| 2014–15  | ユタ   | 31 | 0  | 8.1  | .456 | .324 | .556 | 1.8 | .6  | .0  | .2  | 3.3  |
| 2015–16  | ユタ   | 36 | 35 | 24.1 | .522 | .255 | .611 | 5.7 | 1.4 | .3  | .4  | 10.8 |
| 2016–17  | ユタ   | 29 | 29 | 30.8 | .504 | .321 | .669 | 9.3 | 2.4 | .6  | .5  | 16.4 |
| 通算     | 通算   | 96 | 64 | 21.0 | .506 | .302 | .631 | 5.6 | 1.5 | .3  | .4  | 10.1 |

### 1試合自己最多記録
| 統計                                 | 記録 | 所属チーム               | 対戦相手                               | 日付           |
| ------------------------------------ | ---- | ------------------------ | -------------------------------------- | -------------- |
| 出場時間                             | 48   | ワシントン・ウィザーズ   | ボストン・セルティックス               | 2021年10月30日 |
| 得点                                 | 41   | ロサンゼルス・レイカーズ | デトロイト・ピストンズ                 | 2019年1月9日   |
| リバウンド                           | 22   | ワシントン・ウィザーズ   | オーランド・マジック                   | 2022年1月9日   |
| アシスト                             | 13   | ワシントン・ウィザーズ   | ミルウォーキー・バックス               | 2023年11月20日 |
| スティール                           | 4    | ロサンゼルス・レイカーズ | ユタ・ジャズ                           | 2019年12月4日  |
| ブロックショット                     | 4    | ワシントン・ウィザーズ   | フィラデルフィア・セブンティシクサーズ | 2024年2月10日  |
| ターンオーバー                       | 8    | ワシントン・ウィザーズ   | オーランド・マジック                   | 2022年12月30日 |
| フィールドゴール成功数               | 16   | ロサンゼルス・レイカーズ | デトロイト・ピストンズ                 | 2019年1月9日   |
| フィールドゴール試投数               | 28   | ワシントン・ウィザーズ   | ミルウォーキー・バックス               | 2023年1月3日   |
| スリーポイント成功数                 | 8    | ワシントン・ウィザーズ   | クリーブランド・キャバリアーズ         | 2022年2月26日  |
| スリーポイント試投数                 | 18   | ワシントン・ウィザーズ   | アトランタ・ホークス                   | 2023年12月31日 |
| フリースロー成功数                   | 12   | ワシントン・ウィザーズ   | マイアミ・ヒート                       | 2024年3月10日  |
| フリースロー試投数                   | 16   | ワシントン・ウィザーズ   | マイアミ・ヒート                       | 2024年3月10日  |
|                                      |      |                          |                                        |                |
| 出場時間（プレイオフ）               | 30   | ロサンゼルス・レイカーズ | ポートランド・トレイルブレイザーズ     | 2020年8月18日  |
| 得点（プレイオフ）                   | 19   | ロサンゼルス・レイカーズ | マイアミ・ヒート                       | 2020年10月4日  |
| リバウンド（プレイオフ）             | 10   | ロサンゼルス・レイカーズ | フェニックス・サンズ                   | 2021年5月27日  |
| アシスト（プレイオフ）               | 3    | ロサンゼルス・レイカーズ | フェニックス・サンズ                   | 2021年5月27日  |
| スティール（プレイオフ）             | 1    | ロサンゼルス・レイカーズ | フェニックス・サンズ                   | 2021年6月3日   |
| ブロックショット（プレイオフ）       | 1    | ロサンゼルス・レイカーズ | フェニックス・サンズ                   | 2021年5月25日  |
| ターンオーバー（プレイオフ）         | 4    | ロサンゼルス・レイカーズ | デンバー・ナゲッツ                     | 2020年9月20日  |
| フィールドゴール成功数（プレイオフ） | 7    | ロサンゼルス・レイカーズ | ヒューストン・ロケッツ                 | 2020年9月8日   |
| フィールドゴール試投数（プレイオフ） | 14   | ロサンゼルス・レイカーズ | ポートランド・トレイルブレイザーズ     | 2020年8月18日  |
| スリーポイント成功数（プレイオフ）   | 5    | ロサンゼルス・レイカーズ | ポートランド・トレイルブレイザーズ     | 2020年8月24日  |
| スリーポイント試投数（プレイオフ）   | 9    | ロサンゼルス・レイカーズ | ポートランド・トレイルブレイザーズ     | 2020年8月24日  |
| フリースロー成功数（プレイオフ）     | 4    | ロサンゼルス・レイカーズ | ヒューストン・ロケッツ                 | 2020年9月12日  |
| フリースロー試投数（プレイオフ）     | 5    | ロサンゼルス・レイカーズ | フェニックス・サンズ                   | 2021年6月1日   |